# Inscrição de Gálio

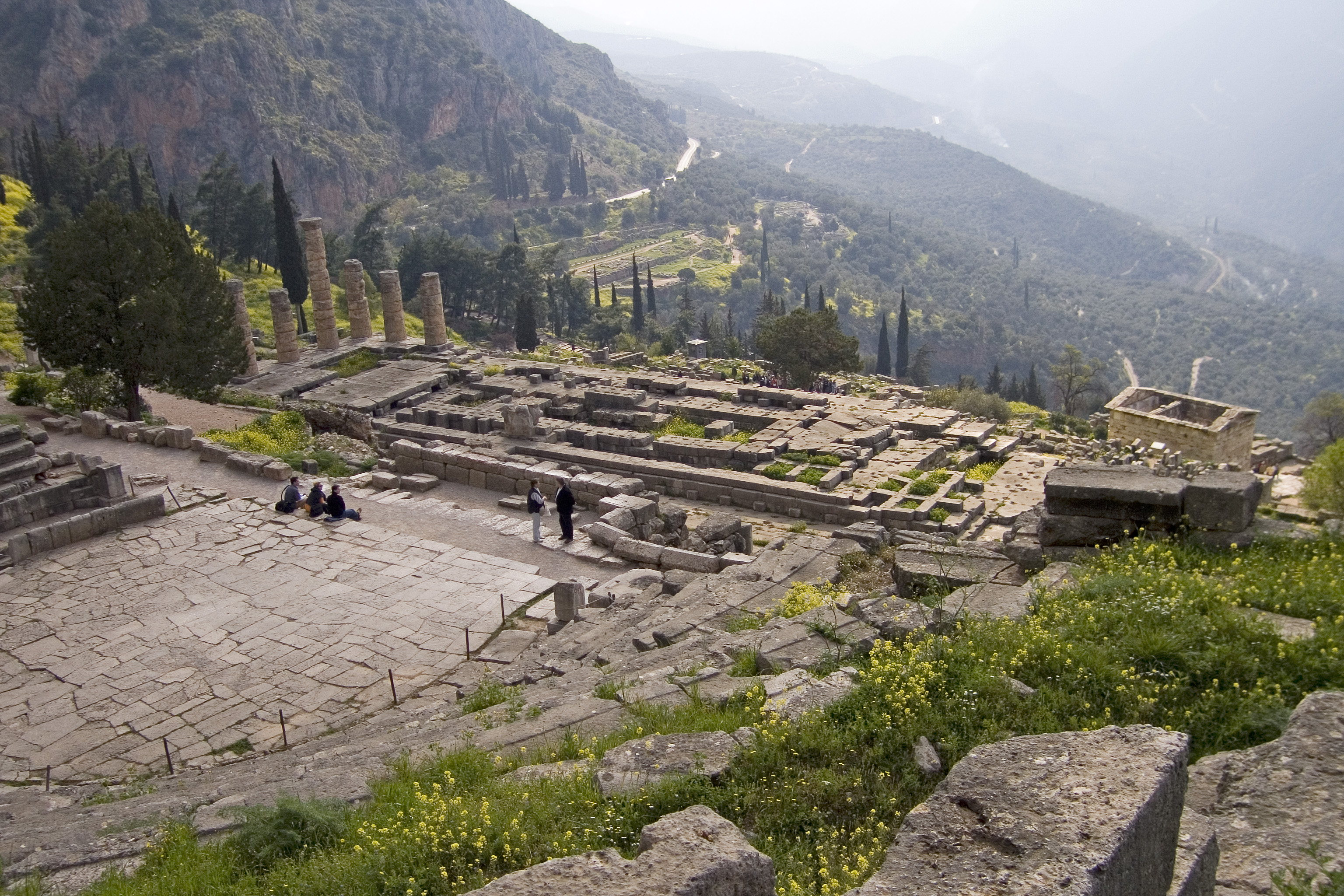
Templo de Apolo em Delfos.

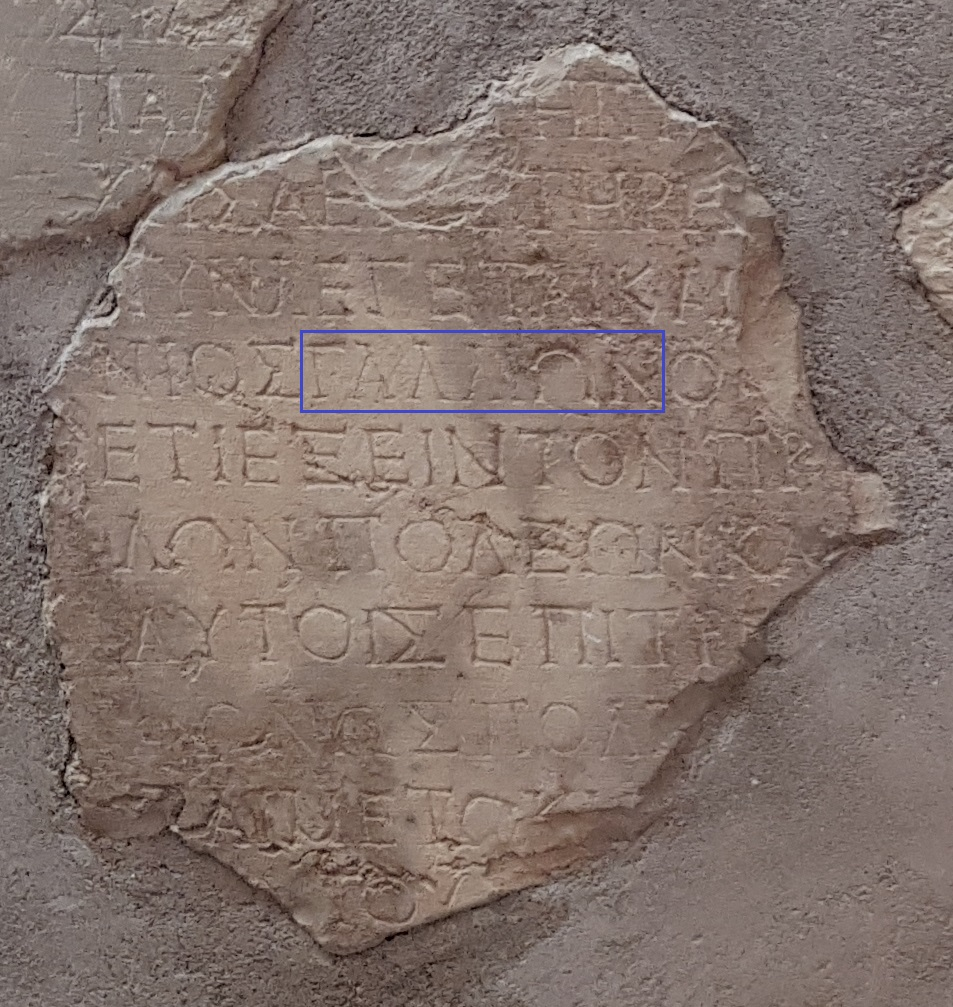

A Inscrição de Gálio, também chamada de Inscrição de Gálio em Delfos e Inscrição de Delfos, é a coleção de nove fragmentos de uma carta escrita pelo imperador romano Cláudio (ca. 54 d.C.) e descoberta em 1885 no Templo de Apolo em Delfos, na Grécia. Ela menciona o procônsul Lúcio Júnio Gálio Aneano (Gálio) e se tornou um importante marco para o desenvolvimento da cronologia da vida do apóstolo Paulo de Tarso (Vide Julgamento de Paulo em Corinto).